# アーロン・フレッチャー
アーロン・ユージーン・フレッチャー（Aaron Eugene Fletcher, 1996年2月25日 - ）は、アメリカ合衆国イリノイ州ヘンリー郡ジェネセオ出身のプロ野球選手（投手）。左投左打。アメリカ独立リーグ・アトランティックリーグのヨーク・レボリューション所属。

## 経歴

### プロ入り前
ヒューストン大学在学時の2016年3月にはトミー・ジョン手術を受けている。

### プロ入りとナショナルズ傘下時代
2018年のMLBドラフト14巡目（全体431位）でワシントン・ナショナルズから指名されプロ入り。契約後、傘下のルーキー級ガルフ・コーストリーグ・ナショナルズでプロデビュー。A-級オーバーン・ダブルデイズでもプレーし、2球団合計で13試合（先発7試合）に登板して2勝1敗、防御率2.90、34奪三振を記録した。
2019年はA級ヘイガーズタウン・サンズ 、A+級ポトマック・ナショナルズ、AA級ハリスバーグ・セネターズでプレーした。

### マリナーズ時代
2019年7月31日にハンター・ストリックランド、ロエニス・エリアスとのトレードで、テイラー・ギルボー、エルビス・アルバラードと共にシアトル・マリナーズへ移籍した。移籍後は傘下のAA級アーカンソー・トラベラーズでプレーし、移籍前を含めた4球団合計で41試合に登板して5勝4敗1セーブ、防御率2.09、84奪三振を記録した。オフにはアリゾナ・フォールリーグに参加し、ピオリア・ハベリーナズに所属した。
2020年8月21日にメジャー契約を結んでアクティブ・ロースター入りし、翌22日のテキサス・レンジャーズ戦でメジャーデビュー。この年メジャーでは6試合に登板して防御率12.46、7奪三振を記録した。
2021年は4試合に登板して防御率12.27、2奪三振を記録した。

### パイレーツ時代
2022年3月13日にウェイバー公示を経てピッツバーグ・パイレーツへ移籍した。AAA級インディアナポリス・インディアンスでは14試合に登板して1勝1敗1セーブ、防御率1.45と好成績だったが、メジャーでは9試合に登板して0勝1敗、防御率6.94という結果に終わり、7月8日にDFAとなった。

### ジャイアンツ傘下時代
2022年7月14日にウェイバー公示を経てサンフランシスコ・ジャイアンツに移籍した。7月18日に40人枠を外れてAAA級サクラメント・リバーキャッツに直接送られたが、15試合に出場して防御率15.15と全く結果を残せないままシーズンを終えた。
2023年もAAA級サクラメントで開幕を迎えたが、開幕から3試合（3.0回）に登板して8失点と滅多打ちに遭い、4月20日に自由契約となった。

### 独立リーグ時代
2024年4月16日にアトランティックリーグのヨーク・レボリューションと契約した。

## 投球スタイル
スライダーは左打者には打ちづらいボールという評価がある。

## 詳細情報

### 年度別投手成績
| 年 度    | 球 団    | 登 板 | 先 発 | 完 投 | 完 封 | 無 四 球 | 勝 利 | 敗 戦 | セ 丨 ブ | ホ 丨 ル ド | 勝 率 | 打 者 | 投 球 回 | 被 安 打 | 被 本 塁 打 | 与 四 球 | 敬 遠 | 与 死 球 | 奪 三 振 | 暴 投 | ボ 丨 ク | 失 点 | 自 責 点 | 防 御 率 | W H I P |
| -------- | -------- | ----- | ----- | ----- | ----- | -------- | ----- | ----- | -------- | ----------- | ----- | ----- | -------- | -------- | ----------- | -------- | ----- | -------- | -------- | ----- | -------- | ----- | -------- | -------- | ------- |
| 2020     | SEA      | 6     | 0     | 0     | 0     | 0        | 0     | 0     | 0        | 1           | ----  | 29    | 4.1      | 7        | 1           | 7        | 0     | 2        | 7        | 0     | 0        | 6     | 6        | 12.46    | 3.23    |
| 2021     | SEA      | 4     | 0     | 0     | 0     | 0        | 0     | 0     | 0        | 0           | ----  | 20    | 3.2      | 7        | 1           | 1        | 0     | 0        | 2        | 0     | 0        | 5     | 5        | 12.27    | 2.18    |
| 2022     | PIT      | 9     | 0     | 0     | 0     | 0        | 0     | 1     | 0        | 0           | .000  | 52    | 11.2     | 10       | 2           | 4        | 0     | 3        | 6        | 1     | 0        | 9     | 9        | 6.94     | 1.20    |
| MLB：3年 | MLB：3年 | 19    | 0     | 0     | 0     | 0        | 0     | 1     | 0        | 1           | .000  | 101   | 19.2     | 24       | 4           | 12       | 0     | 5        | 15       | 1     | 0        | 20    | 20       | 9.15     | 1.83    |

- 2023年度シーズン終了時

### 背番号
- 81（2020年）
- 41（2021年）
- 35（2022年）